# 卡梅利娅·波泰克
卡梅利娅·波泰克（羅馬尼亞語：Camelia Potec，1982年2月19日—），罗马尼亚女子游泳运动员。她曾代表罗马尼亚参加2000年、2004年、2008年和2012年夏季奥林匹克运动会游泳比赛，获得一枚金牌。